# Walter von Allwörden
Walter Wilhelm Heinrich von Allwörden (* 19. Dezember 1890 in Billwärder Ausschlag bei Hamburg; † 3. Juli 1962 in Berlin-Kreuzberg) war ein deutscher Schauspieler.

## Leben
Von Allwörden arbeitete nach dem Besuch der Realschule zunächst im kaufmännischen Bereich. Er nahm Sprechunterricht und ging mit einem Wandertheater auf Tour. In Lindau wurde von Allwörden Theaterschauspieler. Von Allwörden wurde im Ersten Weltkrieg schwer verletzt und litt unter anderem unter Gedächtnisverlust. Er wandte sich dem Film zu und spielte 1919 in Alfreds Techtelmechtel von Ludwig Czerny seine erste Nebenrolle. Von Allwörden schaffte den Übergang vom Stumm- zum Tonfilm. Während der Zeit des Nationalsozialismus spielte er auch in Propagandafilmen wie Der höhere Befehl mit.
Von Allwörden war von 1914 bis zur Scheidung 1927 mit der Sängerin Emmy Sicora verheiratet, die mit von Allwörden 1921 in Eine Weiße unter Kannibalen gemeinsam vor der Kamera stand.

## Filmografie
- 1919: Alfreds Techtelmechtel
- 1920: Föhn
- 1920: Die Flucht durch Flammen
- 1921: Das Achtgroschenmädel, Teil 1
- 1921: Das Achtgroschenmädel. Jagd auf Schurken. 2. Teil
- 1921: Teufel und Circe
- 1921: Der Perlenmacher von Madrid
- 1921: Im Kampf um Diamantenfelder
- 1921: Eine Weiße unter Kannibalen
- 1922: Tabea, stehe auf!
- 1922: Die Tragödie im Hause Bang
- 1922: Die schwarze Paula
- 1925: Pietro, der Korsar
- 1926: Mit dem Auto ins Morgenland
- 1927: Benno Stehkragen
- 1929: Die Geliebte Roswolskys
- 1933: Des jungen Dessauers große Liebe
- 1935: Der junge Graf
- 1935: Der Student von Prag
- 1935: Eine Nacht an der Donau
- 1935: Liebeslied
- 1935: Schwarze Rosen
- 1935: Der höhere Befehl
- 1936: Donogoo Tonka
- 1936: Der Kurier des Zaren
- 1936: Der Favorit der Kaiserin
- 1936: Paul und Pauline
- 1936: Die Entführung
- 1936: Savoy-Hotel 217
- 1936: Vier Mädel und ein Mann